# Hochwart
Hochwart är en bergstopp i Schweiz.   Den ligger i distriktet Wahlkreis Sarganserland och kantonen Sankt Gallen, i den östra delen av landet, 150 km öster om huvudstaden Bern. Toppen på Hochwart är 2 671 meter över havet, eller 84 meter över den omgivande terrängen. Bredden vid basen är 0,16 km.
Terrängen runt Hochwart är huvudsakligen mycket bergig. Närmaste större samhälle är Chur, 17,4 km sydost om Hochwart. 
Trakten runt Hochwart består i huvudsak av gräsmarker. Runt Hochwart är det glesbefolkat, med 12 invånare per kvadratkilometer.